# Ficinia esterhuyseniae
Ficinia esterhuyseniae är en halvgräsart som beskrevs av A. Muthama Muasya. Ficinia esterhuyseniae ingår i släktet Ficinia och familjen halvgräs. Inga underarter finns listade i Catalogue of Life.